# Tru Thoughts
Tru Thoughts es una discográfica británica fundada en Brighton, en 1999, por Robert Luis y Paul Jonas.
En poco más de diez años Tru Thougts se convirtió en una de las compañías discográficas más reconocidas e influyentes de música independiente.

## Historia
En septiembre de 1999, Paul Jonas y Robert Luis, dos amigos aficionados a la música, tras el éxito de su discoteca de Brighton (el « Phonic: hoop and Shake Yer Wig»), decidieron lanzar su propio sello.
En la oficina improvisada bajo las escaleras de Robert Luis, el nuevo Tru Thoughts records lanzó su primer 12" EP, Alarming Frequency. Después han seguido muchos otros que poco a poco construirían el éxito de la discográfica: en 2000, Animal Magic de Bonobo, The 5th Exotic en 2001 de Quantic, el primer disco de Jon Kennedy, We're Just Waitng For You Now.
En 2009 el sello celebró sus 10 años y dejó tras si una producción de más de 200 discos, con hincapié en una música independiente, original y ecléctica reconocida como de calidad por la prensa especializada.
Tru Thougts en un poco más de una década ha descubierto y acompañado el éxito de numerosos artistas, de los cuales algunos han firmado después con sellos muy prestigiosos y conocidos: Warp con Chris Clark, Ninja Tune con Bonobo y Treva Whateva, y Grand Central con Jon Kennedy.
Hoy muchos artistas ya muy reconocidos han decidido trabajar con Tru Thoughts, por ejemplo Julie y Keith Tippett en colaboración con Nostalgia 77, Stonephace, o Hint (Quien era un artista de Ninja Tune records), afirmando de esa manera la importancia de este sello en el mundo de la edición musical.

## Extensiones
De Tru Thoughts han nacido tres subsellos.:
- « Tru Thoughts 7 seven», especializado en el funk y en la soul
- « Unfold records», especializado en la creación de compilaciones.
- « Zebra Traffic», especializado en el Hip-hop

El sello organiza muchas fiestas en discotecas entre Brighton y Londres, y tiene programas de radio.

## Artistas en catálogo
| - Azaxx - The Amalgamation Of Soundz - The Bamboos - Barakas - Belleruche - benji Boko - Beta Hector - Bonobo - The Broken Keys - Capoeira Twins - Deeds Plus Thoughts - Diesler - Domu - Flevans - Freddie Cruger & Anthony Mills Are Wildcookie - Freddie Cruger aka Red Astaire - Galaxian - Hidden Orchestra - Hint - Hot 8 Brass Band - Humble Munk - Jon Kennedy - Jumbonics - Jung Collective - Kinny / Kinny & Horne - Kylie Auldist | - Lanu - The Limp Twins - Lizzy Parks - Maddslinky - Maga Bo - Mangataot - Mawglee - Me&You - Milez Benjiman - Natural Self - Nirobi & Barakas - Nostalgia 77 / Nostalgia 77 Octet / Nostalgia 77 Sessions feat. Keith and Julie Tippett - Quantic / Quantic and his Combo Barbaro / Quantic Presenta Flowering Inferno / The Quantic Soul Orchestra - Alice Russell - Saravah Soul - Spanky Wilson - Steady - Stonephace - TM Juke / TM Juke And The Jack Baker Trio - Treva Whateva - Unforscene - Unitone - Zed Bias - Zero dB |

## Discografía no exhaustiva

### Compilación
- When Shapes Join Together (25 de octubre de 1999, Cat. no: TRU002)
- When Shapes Join Together 2' (28 de enero de 2002, Cat. no: TRU026)
- Heavyweight Rib Ticklers (Compiled by Mr. Scruff) (11 de febrero de 2002, Cat no: UNFOLDCD001)
- Phonic Hoop (Compiled by Robert Luis) (18 de julio de 2002, Cat. no: UNFOLDCD002)
- When Shapes Join Together 3 (21 de octubre de 2002, Cat. no: TRUCD035)
- Vocalise (Compiled by Robert Luis) (11 de noviembre de 2002, Cat. no: UNFOLDCD003)
- Mono - When Shapes Join Together Mix (Compiled by Quantic) (5 de abril de 2003, Cat. no: TRUCD044)
- Shapes One Horizontal & Vertical CD (1 de septiembre de 2003, Cat. no: TRUCD045)
- Shapes Yellow (2 de noviembre de 2004, Cat. no: TRU/ZEB 002)
- Shapes Red (6 de junio de 2005, Cat. no: TRUCD 091)

### Tru Thoughts 10 Year Anniversary
*Tracklisting CD1 - DOWNTEMPO:

- 01. Bonobo - Terrapin
- 02. Nostalgia 77 - Quiet Dawn feat. Beth Rowley
- 03. Alice Russell - Hurro On Now feat. TM Juke
- 04. Natural Self - The Rising feat. Andreya Triana
- 05. Milez Benjiman - Chop That Wood
- 06. Hint - One Woman Army feat. Laura Vane
- 07. Quantic & Nickodemus feat. Tempo & The Candela Allstars - Mi Swing Es Tropical
- 08. Bonobo - Kota
- 09. Lizzy Parks - Raise The Roof
- 10. The Limp Twins - Sunday Driver
- 11. Hot 8 Brass Band - What's My Name? (Rock With The Hot 8)
- 12. Flevans - The Notion feat. Sweet Laredo
- 13. The Nostalgia 77 Octet - Musical Silt
- 14. Quantic Presenta Flowering Inferno - Ciudad Del Swing
- 15. Kinny - Desire feat. Nostalgia 77
- 16. Freddie Cruger aka Red Astaire - Pushing On feat. Linn

*Tracklisting CD2 - CLUB:
- 01. Saravah Soul - Nao Possa Te Levar A Serio
- 02. The Quantic Soul Orchestra - Super 8
- 03. The Bamboos - Step It Up feat. Alice Russell
- 04. Quantic - Transatlantic
- 05. TM Juke - Come Away feat. Sophie Faricy
- 06. Lanu - Dis-Information
- 07. Natural Self - Shake Down
- 08. Belleruche - Northern Girls
- 09. Alice Russell - All Over Now
- 10. Quantic - Mishaps Happening (Prins Thomas edit)
- 11. Nirobi & Barakas - Bungee Jump Against Racism
- 12. TM Juke & The Jack Baker Trio - Party Favours feat. Gecko Turner
- 13. Kylie Auldist - Community Service Announcement
- 14. Quantic - Don't Joke With A Hungry Man feat. Spanky Wilson
- 15. Me&You - The Hoop Loop
- 16. The Broken Keys - The Witch

*Tracklisting CD3 - EXCLUSIVES:
- 01. Quantic Presenta Flowering Inferno - Time Is The Enemy
- 02. Domu - We Can
- 03. Flevans - The Second Bite
- 04. Azaxx - Disco Bimbo
- 05. Hint - Tape Packs
- 06. Quantic - Only a Little While Here
- 07. Saravah Soul - Alforria
- 08. The Bamboos - Turn It Up feat. Lyrics Born
- 09. Freddie Cruger aka Red Astaire - Boogie Down Hagsätra
- 10. Barakas - Spitfire
- 11. Stonephace - Singularity
- 12. Kylie Auldist - No Use (Acoustic Version)}}